# Weerstatistieken december Nederland en België
Deze pagina bevat de gemiddelde waarden en de uitzonderlijke gebeurtenissen op weergebied in de maand december in Nederland en België, zoals geregistreerd door respectievelijk de KNMI-weerstations in Nederland en het KMI in Ukkel, België.

## Weerstatistieken maand december in Nederland 1901-2023

### Gemiddelden
Langjarige gemiddelden in het tijdvak 1991-2020.
|                                          | De Bilt | Eelde | Rotterdam | Maastricht |
| ---------------------------------------- | ------- | ----- | --------- | ---------- |
| Gemiddelde temperatuur (°C)              | 4,2     | 3,5   | 4,7       | 4,0        |
| Gemiddelde minimumtemperatuur (°C)       | 1,6     | 0,8   | 1,9       | 1,4        |
| Gemiddelde maximumtemperatuur (°C)       | 6,7     | 5,9   | 7,0       | 6,3        |
| Dagen met maximumtemperatuur ≥ 20 °C     | .       | .     | .         | .          |
| Gemiddelde relatieve vochtigheid (%)     | 88,6    | 91,2  | 88,4      | 88,3       |
| Gemiddelde neerslagduur in % van de tijd | 10,9    | 11,5  | 10,7      | 11,2       |
| Gemiddelde neerslaghoeveelheid (mm)      | 83,8    | 79,4  | 86,2      | 74,3       |
| [ 1 ]                                    |         |       |           |            |

### Extremen
Hieronder volgen ranglijsten voor de hoogste en laagste gemiddelde temperatuur, de grootste en laagste neerslagsom en het grootste en laagste aantal uren zonneschijn, zoals gemeten op het KNMI-station in De Bilt tussen 1901 en 2023. De lijst van maandrecords is samengesteld uit de beschikbare gegevens van de genoemde stations.
| #     | Hoogste gemiddelde temperatuur in °C | Hoogste gemiddelde temperatuur in °C | Grootste neerslagsom in mm | Grootste neerslagsom in mm | Grootste aantal uren zonneschijn | Grootste aantal uren zonneschijn | #   |
| ----- | ------------------------------------ | ------------------------------------ | -------------------------- | -------------------------- | -------------------------------- | -------------------------------- | --- |
| 1.    | 2015                                 | 9,6                                  | 1965                       | 190,3                      | 2008                             | 84,9                             | 1.  |
| 2.    | 1974                                 | 7,3                                  | 1966                       | 171,4                      | 2019                             | 81,0                             | 2.  |
| 3.    | 1988                                 | 7,0                                  | 1993                       | 169,1                      | 2013                             | 75,5                             | 3.  |
| 4.    | 1934                                 | 7,0                                  | 1925                       | 163,0                      | 1963                             | 75,4                             | 4.  |
| 5.    | 2023                                 | 6,9                                  | 2017                       | 162,5                      | 1962                             | 73,7                             | 5.  |
| 6.    | 2011                                 | 6,5                                  | 2012                       | 146,8                      | 2007                             | 71,5                             | 6.  |
| 7.    | 2006                                 | 6,5                                  | 1999                       | 145,5                      | 1932                             | 71,3                             | 7.  |
| 8.    | 2018                                 | 6,1                                  | 2011                       | 139,0                      | 1933                             | 70,1                             | 8.  |
| 9.    | 2024                                 | 6,1                                  | 1961                       | 137,0                      | 2000                             | 68,7                             | 9.  |
| 10.   | 2013                                 | 5,9                                  | 1967                       | 135,3                      | 1961                             | 67,9                             | 10. |
| #     | Laagste gemiddelde temperatuur in °C | Laagste gemiddelde temperatuur in °C | Kleinste neerslagsom in mm | Kleinste neerslagsom in mm | Kleinste aantal uren zonneschijn | Kleinste aantal uren zonneschijn | #   |
| 1.    | 1933                                 | −2,0                                 | 1933                       | 6,2                        | 1937                             | 12,4                             | 1.  |
| 2.    | 1969                                 | −1,7                                 | 1963                       | 11,9                       | 1988                             | 13,8                             | 2.  |
| 3.    | 1950                                 | −1,2                                 | 2016                       | 17,1                       | 1934                             | 14,9                             | 3.  |
| 4.    | 1927                                 | −1,2                                 | 1932                       | 17,6                       | 1985                             | 15,3                             | 4.  |
| 5.    | 2010                                 | −1,1                                 | 1972                       | 21,0                       | 1902                             | 18,3                             | 5.  |
| 6.    | 1963                                 | −1,1                                 | 2008                       | 24,3                       | 1920                             | 20,4                             | 6.  |
| 7.    | 1995                                 | −0,9                                 | 1968                       | 26,7                       | 1916                             | 22,0                             | 7.  |
| 8.    | 1981                                 | −0,7                                 | 1984                       | 30,2                       | 1956                             | 22,3                             | 8.  |
| 9.    | 1962                                 | −0,7                                 | 1971                       | 31,4                       | 1918                             | 22,8                             | 9.  |
| 10.   | 1946                                 | −0,3                                 | 1995                       | 31,6                       | 1974                             | 24,5                             | 10. |
| [ 2 ] |                                      |                                      |                            |                            |                                  |                                  |     |

| | Officiële records                                    | Officiële records | Officiële records |  | Landelijke records                 | Landelijke records | Landelijke records |
| Gebeurtenis | Datum                                                | Extreem           | Locatie           |  | Datum                              | Extreem            | Locatie            |
| --- | ---------------------------------------------------- | ----------------- | ----------------- |  | ---------------------------------- | ------------------ | ------------------ |
| Laagste etmaalgemiddelde temperatuur (°C) | 19-20 december 1938                                  | −13,4             | De Bilt           |  | 31 december 1923                   | −14,7              | Eelde              |
| Hoogste etmaalgemiddelde temperatuur (°C) | 31 december 2022                                     | 14,0              | De Bilt           |  | 31 december 2022                   | 16,1               | Ell                |
| Laagste minimumtemperatuur (°C) | 31 december 1923                                     | −16,9             | De Bilt           |  | 31 december 1923                   | −22,0              | Eelde              |
| Hoogste minimumtemperatuur (°C) | 17 december 2015                                     | 12,4              | De Bilt           |  | 31 december 2022                   | 13,4               | Maastricht         |
| Laagste maximumtemperatuur (°C) | 20 december 1938                                     | −11,1             | De Bilt           |  | 20 december 1938                   | −12,0              | Eelde              |
| Hoogste maximumtemperatuur (°C) | 31 december 2022                                     | 15,9              | De Bilt           |  | 31 december 2022                   | 17,6               | Arcen, Ell         |
| Hoogste uurgemiddelde windsnelheid (m/s) | 30 december 1904, 29 december 1914, 28 december 1945 | 23,1              | De Bilt           |  | 28 december 1914                   | 32,4               | Vlissingen         |
| Hoogste windstoot (m/s) | 23 december 1954                                     | 36,0              | De Bilt           |  | 28 december 2001                   | 44,0               | IJmuiden           |
| Langste zonneschijnduur (uur) | 2 december 1989                                      | 7,4               | De Bilt           |  | 2 december 1989                    | 7,6                | Eindhoven          |
| Langste neerslagduur (uur) | 27 december 1994                                     | 21,5              | De Bilt           |  | 19 december 1996                   | 24,0               | De Kooy            |
| Hoogste etmaalsom van de neerslag (mm) | 31 december 2017                                     | 39,3              | De Bilt           |  | 3 december 1960                    | 73,3               | De Kooy            |
| Laagste etmaalgemiddelde relatieve vochtigheid (%) | 22 december 1996                                     | 45                | De Bilt           |  | 30 december 1927, 22 december 1996 | 43                 | Maastricht         |
| Laagste uurwaarde luchtdruk op zeeniveau (hPa) | 20 december 1925                                     | 968,3             | De Bilt           |  | 10 december 1965                   | 961,5              | Leeuwarden         |
| Hoogste uurwaarde luchtdruk op zeeniveau (hPa) | 23 december 1962                                     | 1047,8            | De Bilt           |  | 23 december 1962                   | 1050,2             | Eelde              |
| Officiële records worden altijd gemeten op het KNMI-weerstation in De Bilt. Landelijke records kunnen worden gemeten op elk officieel KNMI-weerstation in Nederland. |                                                      |                   |                   |  |                                    |                    |                    |

## Weerstatistieken maand december in België 1833-heden

### Gemiddelden
Vanaf 2011 werden de nieuwe normale waarden opnieuw berekend op basis van de gemiddelde metingen in Ukkel over de referentieperiode 1980-2010.
De oude normalen hebben verschillende referentieperiodes.
|                                     | normaal (oud) | normaal (nieuw) | record + | jaar | record - | jaar |
| ----------------------------------- | ------------- | --------------- | -------- | ---- | -------- | ---- |
| Luchtdruk in hPa                    | 1015,2        | 1016,5          | 1031,5   | 1843 | 1002,1   | 1981 |
| Gemiddelde windsnelheid in m/s      | 4             | 3,7             | 6,1      | 1929 | 2,7      | 2004 |
| Zonneschijnduur in hh:mi            | 42            | 45:08           | 102      | 1948 | 10       | 2017 |
| Gemiddelde temperatuur in °C        | 3,3           | 3,9             | 9,6      | 2015 | -5,6     | 1879 |
| Gemiddelde maximumtemperatuur in °C | 5,5           | 6,1             | 11,6     | 2015 | -0,2     | 1933 |
| Gemiddelde minimumtemperatuur in °C | 0,8           | 1,6             | 5,6      | 1934 | -5,3     | 1933 |
| Relatieve vochtigheid in %          | 88,4          | 89              | 99       | 1846 | 74       | 1838 |
| Gemiddelde dampdruk in hPa          | 7             | 7,4             | 9,6      | 1934 | 3,7      | 1879 |
| Neerslagtotaal in mm                | 69,2          | 81              | 171,9    | 1999 | 6,8      | 1840 |
| Neerslagdagen in d                  | 20            | 19              | 30       | 1833 | 6        | 1890 |
| [ 13 ]                              |               |                 |          |      |          |      |

### Extremen
Overzicht van de hoogste en laagste 5 waarden voor de maand december vanaf 1833 voor gemiddelde temperatuur, neerslaghoeveelheid en aantal neerslagdagen en vanaf 1887 voor zonneschijnduur(*) in Ukkel.
| | Gemiddelde temperatuur | Gemiddelde temperatuur | Zonneschijnduur | Zonneschijnduur | Neerslaghoeveelheid | Neerslaghoeveelheid | Aantal neerslagdagen | Aantal neerslagdagen |
| | Jaar                   | °C                     | Jaar            | uren            | Jaar                | mm                  | Jaar                 | dagen                |
| --- | ---------------------- | ---------------------- | --------------- | --------------- | ------------------- | ------------------- | -------------------- | -------------------- |
| Hoogste waarden |                        |                        |                 |                 |                     |                     |                      |                      |
| 2015 | 9,6                    | 1948                   | 96              | 2012            | 172,7               | 1833                | 30                   |                      |
| 1934 | 7,5                    | 1932                   | 89              | 1999            | 171.9               | 1999                | 28                   |                      |
| 1924 | 7,0                    | 2013                   | 87              | 1993            | 170.1               | 1918                | 28                   |                      |
| 1988 | 6,9                    | 1972                   | 85              | 1965            | 168.2               | 1993                | 28                   |                      |
| 1915 | 6,3                    | 2016                   | 84              | 1966            | 162.3               | 2012                | 28                   |                      |
| Normale waarde (oud)                                                                                                |                        | 3,3                    |                 | 40              |                     | 69,2                |                      | 20                   |
| Normale waarde (nieuw)                                                                                              |                        | 3,9                    |                 | 45:08           |                     | 81                  |                      | 19                   |
| Laagste waarden |                        |                        |                 |                 |                     |                     |                      |                      |
| 1933 | -2,7                   | 1943                   | 17              | 1970            | 25,1                | 1992                | 10                   |                      |
| 1840 | -3,1                   | 1935                   | 17              | 1971            | 16,0                | 1933                | 10                   |                      |
| 1853 | -3,3                   | 1920                   | 17              | 1963            | 13,9                | 1903                | 10                   |                      |
| 1890 | -4,6                   | 1934                   | 12              | 1933            | 10,0                | 1963                | 9                    |                      |
| 1879 | -5,6                   | 2017                   | 10              | 1840            | 6,8                 | 1890                | 6                    |                      |
| (*) Vóór december 2008 werd een andere meetmethode gebruikt. Zie voor wijze van berekenen zonneschijnduur in Ukkel. |                        |                        |                 |                 |                     |                     |                      |                      |

### Uitzonderlijke gebeurtenissen
Die zijn in België:
- 1911 - Tijdens deze maand december kwam er geen enkele vorstdag voor in Ukkel.
- 1933 - De maand december is de koudste december van de eeuw in Ukkel. De gemiddelde temperatuur bedraagt slechts –2,7 °C (normaal: 3,3 °C) en de gemiddelde minimumtemperatuur is zelfs 6,1 °C minder dan normaal.
- 1933 - Deze maand valt er in Ukkel slechts 10,0 mm neerslag (normaal: 75,7 mm). Dit is de laagste waarde van de eeuw voor december.
- 1934 - Tijdens de maand december registreerde Ukkel slechts 12 uur zonneschijn (normaal: 52 uur). Dit zal niet alleen de somberste van alle maanden december maar zelfs de somberste maand van de eeuw blijven. Tezelfdertijd is het ook de warmste december van de eeuw, de gemiddelde maandtemperatuur bedraagt 7,5 °C in Ukkel (normaal: 3,3 °C).
- 1948 - Deze maand telt 96 uur zonneschijn (normaal: 40 uur): het is de zonnigste maand december van de eeuw.
- 1950 - De maand december val er veel sneeuw in het hele land. In Ukkel bestaat de waargenomen neerslag gedurende vijftien dagen geheel of gedeeltelijk uit sneeuw. Dit is het hoogste aantal sneeuwdagen van de eeuw voor december.
- 1963 - In december waren er slechts negen neerslagdagen in Ukkel (normaal: 20 dagen). Dit is het laagste aantal van de eeuw voor de maand december. De totale hoeveelheid gevallen neerslag in Ukkel is ook zeer laag (13,9 mm).
- 1974 - Zoals in december 1911 tellen we deze laatste maand van het jaar in Ukkel geen enkele vorstdag.
- 1999 - Er valt tijdens de maand december veel regen: 171,9 mm in Ukkel (normaal: 75,7 mm). Deze maand december is de natste van de eeuw.
- 2010 - Er waren 21 sneeuwdagen. Gemiddeld is dat 4,6 in december. Dit is de hoogste waarde sinds 1901, het vorige record bedroeg 15 dagen en dateerde uit 1950.
- 2011 - Te Ukkel werd deze maand december geen enkele vorstdag waargenomen, net zoals december 1911 en 1974.
- 2012 - De natste december sinds het begin van de metingen in 1833 met 172.7 mm neerslag te Ukkel.
- 2015 - Warmste december sinds het begin van de metingen in 1833 met een gemiddelde temperatuur van 9.6 °C (normaal: 3.9 °C), maximumtemperatuur van 11.6 °C (normaal: 6.1 °C) en minimumtemperatuur van 7.5 °C (normaal: 1.6 °C). Tevens werd deze maand december geen enkele vorstdag waargenomen.
- 2016 - Droogste december te Ukkel sinds 1981.
- 2017 - Deze maand telde men te Ukkel slechts 10 uur zonneschijn (normaal: 45 uur). Hiermee werd het vorige record van december 1934 verbroken.